# Bösingen (Landschaftsschutzgebiet)
Das Landschaftsschutzgebiet Bösingen ist ein mit Verordnung der Unteren Naturschutzbehörde beim Landratsamt Freudenstadt vom 13. März 1963 ausgewiesenes Landschaftsschutzgebiet (LSG-Nummer 2.37.028) auf dem Gebiet der Gemeinde Pfalzgrafenweiler.

## Lage und Beschreibung
Es handelt sich um eine offene schöne Landschaft nordöstlich von Bösingen, einem Ortsteil der Gemeinde Pfalzgrafenweiler. Das Gebiet gehört zum Naturraum Schwarzwald-Randplatten.  
Der Lichtenbach durchfließt das Schutzgebiet.

## Schutzzweck
Wesentlicher Schutzzweck ist gemäß Schutzgebietsverordnung die
- Sicherung des Landschaftsbildes für die erholungssuchende Bevölkerung.